# Musen (Film)
Musen ist die 1981 geschaffene Aufzeichnung des Fernsehens der DDR einer Studioinszenierung von Cox Habbema nach drei Einaktern von Peter Hacks aus dem Jahr 1979.

## Handlung
1. Szene:
Johann Wolfgang von Goethe befindet sich im Jahr 1811 gemeinsam mit seinem langjährigen Sekretär Friedrich Wilhelm Riemer, auch „Doktorchen“ genannt, in seinem Arbeitszimmer. Als er Schritte auf dem Flur hört, weiß er, dass es nur seine Köchin Charlotte Hoyer sein kann. Doch dieser will er nicht unter die Augen treten, denn sie wurde gerade von seiner Frau entlassen. Da er weiß, dass es deshalb mit der Bediensteten Ärger geben wird, verschwindet er in ein Nebenzimmer, nicht ohne Riemer den Auftrag zu geben, nach dem Verschwinden der Köchin drei Mal an die Tür zu klopfen. Charlotte verwickelt das „Doktorchen“ in ein Gespräch und verspottet diesen, als er von sich in der Mehrzahl spricht, denn der fühlt sich mit dem Geheimrat auf einer Stufe stehend. Um einen Satz besonders zu bekräftigen, muss die Köchin drei Mal auf Holz klopfen und benutzt dazu die Tür, hinter der Goethe steht. Dieser denkt, dass es sein Sekretär ist und betritt wieder das Arbeitszimmer. Nachdem Riemer den Raum verlassen hat, kommt es zu einem längeren Gespräch zwischen der Köchin und dem Geheimrat. Vordergründig geht es um die Speisefolge, die Goethe für seinen nächsten Empfang absprechen will. Doch die Köchin will seinen Anordnungen nicht folgen, besonders lehnt sie es ab, Froschschenkel zuzubereiten. Da sie auch sonst in ihrer renitenten Art dem Dichterfürsten gewitzt widerspricht, bleibt es diesem nicht weiter übrig, als ihre Kündigung mehrfach zu betonen, was sie aber nicht weiter interessiert. Nur Goethe kann in seiner jetzigen Verfassung seinen Faust nicht weiterschreiben.
2. Szene:
Charlotte Stieglitz steht am Schreibpult ihrer Dachwohnung am Berliner Schiffbauerdamm und schreibt einen Abschiedsbrief an ihren Mann, den erfolglosen Dichter Heinrich Wilhelm Stieglitz. Es ist der 29. Dezember 1834 und sie ist der festen Meinung, dass sie mit ihrem Freitod ihrem Angetrauten zu neuen Eingebungen verhelfen kann, denn dieser versinkt zeitweise in seinem Selbstmitleid und produziert nichts weiter als phrasenhafte Verse, hält sich aber selbst für einen bedeutenden Poeten. Noch vor Stieglitz trifft der Freund des Hauses Theodor Mundt ein, mit dem sie noch ein längeres Gespräch führt. Doch dieser merkt nichts von ihrer Zuneigung, die ihren Worten zu entnehmen ist. Besonders aber beeindruckt sie, die schriftstellerische Leistungskraft von Mundt, die sie entschieden höher, als die ihres Mannes einschätzt und was sie ihm auch sagt. Noch vor Mund’s Eintreffen hatte sie sich bereits den Dolch, den sie ihrem Mann einst geschenkt hatte, von der Wand genommen, um sich damit umzubringen. Im Laufe des Gespräches legte sie diesen auf dem Schreibpult mit dem Abschiedsbrief ab. Nachdem sich Mundt verabschiedet hat, kam auch bald darauf ihr Mann. Während sich Charlotte den Dolch nimmt und in ein Nebenzimmer geht, liest Stieglitz den Abschiedsbrief, den er erst nicht versteht. Als ihm der Inhalt klar wird und er im Zimmer nebenan seine tote Frau findet, geht er zurück an das Schreibpult und beginnt ohne Unterlass zu schreiben.
3. Szene:
Am 8. Juli 1864 findet im Salon der Villa Pellet am Starnberger See ein Gespräch zwischen Richard Wagner, dem ihm ergebenen Pianisten und Dirigenten Hans von Bülow und dessen Gattin, der Liszt-Tochter Cosima statt. Hans von Bülow ist zu Wagner gereist, um ihn trotz seiner Behinderung, sein rechter Arm ist durch einen Schlaganfall gelähmt, zu unterstützen. Doch Rettung aus größter finanzieller Not und persönlicher Verzweiflung erhält Wagner bereits dadurch, dass er von König Ludwig II. empfangen wird. Wagner ist nicht nur der Lieblingskomponist des Königs, sondern wird auch sein „väterlicher“ Freund und Berater. Was von Bülow auch nicht weiß ist, dass Cosima von Bülow bereits seit dem vergangenen Jahr die Geliebte des Komponisten ist und er erkennt es auch nicht. Erst als Wagner und Cosima durch ihr Verhalten keinen Zweifel mehr an ihrem Verhältnis lassen, wird er eines besseren belehrt. Doch das ist für von Bülow kein Beweggrund, die urdeutsche Treue zum großen Meister der Komposition aufzugeben. Für Wagner, für den Cosima nur eine Episode darstellt, ändert sich die Situation, als sie ihm erklärt, dass sie schwanger ist. Zielbewusst steuert Cosima die praktische Zementierung der Liaison an.

## Produktion
1979 schuf Peter Hacks sein Werk Musen, welches aus vier Szenen bestand. Für die Fernsehausstrahlung beschränkte man sich auf drei Szenen. Die vollständige Fassung wurde erstmals 1983 bei seiner Bühnenpremiere in Magdeburg gezeigt.
Das Szenenbild stammte von Heinz Wenzel und die Kostüme von Ute Rossberg und für die Dramaturgie war Karin Freitag verantwortlich. Die Erstausstrahlung der in Farbe geschaffenen Aufzeichnung erfolgte am 13. Oktober 1981 im 1. Programm des Fernsehens der DDR.

## Kritik
Peter Hoff legte in der Tageszeitung Neues Deutschland Wert darauf, dass die drei beteiligten Schauspieler und die Regisseurin einen großen Anteil am Gelingen des Stückes haben. Weiterhin unterstützten das Szenenbild und das Kostüm die parodistische Linie der Inszenierung.
Mimosa Künzel von der Neuen Zeit schrieb, dass es ein reines Vergnügen war, die geschliffenen satirischen Dialoge zu hören. Man merkte, dass Hacks selbst Genuss bei seinen Geistesblitzen verspürt hat. Seinen Dialog-Eskapaden, seine Sprache ist eine tollkühne Mischung aus geistvoller Überhöhung und einer dem Volke vom Maul abgelesenen Diktion mit Formulierungen, selbst aus der untersten Kiste. Verblüffend die grotesken Einfalle, das geistvoll-witzige Geplänkel, die feingesponnene Ironie.